# Sémiotique de la photographie
La sémiotique de la photographie consiste à observer la signification dans la photographie, ou encore à « lire » l'image.

## Historique
Roland Barthes a été l’un des pionniers de la sémiotique de l’image. Il a développé des méthodes pour comprendre le sens des images. Bien que portés sur la publicité, les concepts de Barthes peuvent également s'appliquer à la photographie.